# Hrib (gmina Črnomelj)
Hrib – wieś w Słowenii, w gminie Črnomelj. W 2018 roku liczyła 37 mieszkańców.